# Abu Moharek (meteoryt)
Abu Moharek – meteoryt kamienny należący do chondrytów oliwinowo-bronzyowych H4. Meteoryt znaleziony został 21 października 1997, przypadkiem podczas szukania szkliwa na pustyni ibijskiej. Zwietrzały kamień ważący 4,5 kg znaleziono jakieś 300 metrów od wydmy Abu Moharek.